# Stigmella dryadella
Stigmella dryadella là một loài bướm đêm thuộc họ Nepticulidae. Loài này có ở Fennoscandia và miền bắc Nga đến Pyrenees và Ý, và từ Ireland đến România.
Sải cánh dài 4.5-5.5 mm.
Ấu trùng ăn Dryas octopetala. Chúng ăn lá nơi chúng làm tổ. 